# Ганькина (Иркутская область)
Ганькина — деревня в Чунском районе Иркутской области России. Входит в состав Бунбуйского сельского поселения. Находится примерно в 42 км к северо-западу от районного центра.

## Население
По данным Всероссийской переписи, в 2010 году в деревне проживало 15 человек (7 мужчин и 8 женщин).